# 1779
Il 1779 (MDCCLXXIX in numeri romani) è un anno  del XVIII secolo.

## Eventi
- La Spagna dichiara guerra alla Gran Bretagna e assedia Gibilterra.
- I francesi conquistano il Senegal britannico.
- Spagna e Province Unite si alleano con gli Stati Uniti d'America.
- A Parigi viene costruito il primo velocipede.
- Viene creato Janot, un personaggio teatrale.
- Isaac Titsingh arriva a Dejima

## Nati

### Gennaio
- 2 gennaio - Charles Stuart, I barone Stuart de Rothesay, diplomatico inglese († 1845)
- 3 gennaio - Ginevra Canonici Fachini, educatrice, scrittrice e letterata italiana († 1870)
- 5 gennaio - Stephen Decatur, ammiraglio statunitense († 1820)
- 7 gennaio - Judas José Romo y Gamboa, cardinale e arcivescovo cattolico spagnolo († 1855)
- 9 gennaio - Maria Amalia di Borbone-Spagna, principessa spagnola († 1798)
- 11 gennaio - Astorre Hercolani, V principe Hercolani, militare e politico italiano († 1828)
- 12 gennaio - Nicolas Clément, medico e chimico francese († 1842)
- 15 gennaio - Jean Coralli, coreografo e ballerino francese († 1854)
- 16 gennaio - Luisa d'Assia, principessa († 1811)
- 17 gennaio - Giuseppe Conti, abate, matematico e inventore italiano († 1855)
- 17 gennaio - Maria Cristina di Borbone-Due Sicilie, principessa italiana († 1849)
- 18 gennaio - Francesca Forleo-Brayda, pittrice italiana († 1820)
- 22 gennaio - Stefano Pavesi, compositore italiano († 1850)
- 24 gennaio - Luisa Maria di Baden († 1826)
- 30 gennaio - Carl Ernst August Weihe, botanico tedesco († 1834)
- 31 gennaio - Luigi Mola di Larizzate, nobile italiano († 1865)

### Febbraio
- 2 febbraio - Marija Antonovna Czetwertyński-Światopełk, nobildonna polacca († 1854)
- 3 febbraio - Elizaveta Aleksandrovna Stroganova, nobildonna russa († 1818)
- 5 febbraio - François Van Campenhout, compositore, tenore e direttore d'orchestra belga († 1848)
- 5 febbraio - Francesco Malacarne, ingegnere e inventore italiano († 1855)
- 9 febbraio - Mademoiselle Mars, attrice teatrale francese († 1847)
- 17 febbraio - Carlo Giusto de Torresani Lanzfeld, militare austriaco († 1852)
- 20 febbraio - Luigi Zandomeneghi, scultore italiano († 1850)
- 21 febbraio - Friedrich Carl von Savigny, giurista, filosofo e politico tedesco († 1861)
- 23 febbraio - Johann Kaspar Aiblinger, compositore e direttore d'orchestra tedesco († 1867)
- 23 febbraio - Pieter-Frans De Noter, pittore belga († 1842)
- 23 febbraio - Ottavio di Hannover, principe inglese († 1783)
- 24 febbraio - Johann Ernst Hoyos, generale austriaco († 1849)
- 28 febbraio - Francesco Aventi, letterato, librettista e musicista italiano († 1858)

### Marzo
- 1º marzo - Giuseppe Diotti, pittore italiano († 1846)
- 2 marzo - Joel Roberts Poinsett, politico statunitense († 1851)
- 5 marzo - Benjamin Gompertz, matematico britannico († 1865)
- 6 marzo - Antoine Henri Jomini, banchiere, militare e storico svizzero († 1869)
- 6 marzo - Mastro Titta, boia italiano († 1869)
- 6 marzo - María Teresa de Borbone-Vallabriga, nobildonna spagnola († 1828)
- 8 marzo - Johann Bernhard Wilbrand, fisiologo e naturalista tedesco († 1846)
- 11 marzo - Filippo d'Assia-Homburg, nobile tedesco († 1846)
- 11 marzo - Imperatrice Yoshiko, imperatrice giapponese († 1846)
- 11 marzo - Jean-Pierre Granger, pittore francese († 1840)
- 11 marzo - Jérôme-Martin Langlois, pittore francese († 1838)
- 12 marzo - Paolo Caronni, incisore italiano († 1842)
- 15 marzo - Louis Alexis Desmichels, generale francese († 1845)
- 15 marzo - William Lamb, II visconte Melbourne, nobile e politico britannico († 1848)
- 22 marzo - Nicola Maria Laudisio, vescovo cattolico italiano († 1862)
- 22 marzo - Antoine Virgile Schneider, generale, politico e nobile francese († 1847)
- 25 marzo - Ekaterina Zagrjažskaja, nobildonna russa († 1842)
- 26 marzo - Giuseppe Gaimari, medico e traduttore italiano († 1839)
- 29 marzo - Henry Greville, III conte di Warwick, politico inglese († 1853)

### Aprile
- 3 aprile - Vincenzo Carmignani, naturalista, medico e botanico italiano († 1859)
- 5 aprile - Manuel Vicente Maza, politico e avvocato argentino († 1839)
- 8 aprile - Johann Schweigger, chimico e fisico tedesco († 1857)
- 10 aprile - Leona Vicario, rivoluzionaria messicana († 1842)
- 16 aprile - Giovanni Inghirami, presbitero e astronomo italiano († 1851)
- 17 aprile - Annibale Omodei, medico italiano († 1840)
- 22 aprile - Ivan Ivanovič Kozlov, poeta russo († 1840)
- 27 aprile - Konstantin Pavlovič Romanov, nobile russo († 1831)
- 28 aprile - Simon Bernard, generale, politico e nobile francese († 1839)

### Maggio
- 2 maggio - John Galt, scrittore scozzese († 1839)
- 3 maggio - Jean Vincent Félix Lamouroux, botanico e zoologo francese († 1825)
- 4 maggio - John Adam, diplomatico e politico britannico († 1825)
- 5 maggio - Rodolfo Fantuzzi, pittore italiano († 1832)
- 11 maggio - William Pleydell-Bouverie, III conte di Radnor, nobile inglese († 1869)
- 19 maggio - Pepita Tudó, nobildonna spagnola († 1869)
- 22 maggio - Johann Nepomuk Schödlberger, pittore austriaco († 1853)
- 23 maggio - Paul Moody, inventore statunitense († 1831)
- 26 maggio - Giovanni Augusto Carlo di Wied, principe († 1836)
- 28 maggio - Thomas Moore, poeta, commediografo e attore teatrale irlandese († 1852)

### Giugno
- 1º giugno - Keppel Richard Craven, viaggiatore inglese († 1851)
- 3 giugno - Pierre Amédée Jaubert, diplomatico francese († 1847)
- 5 giugno - Gheorghe Lazăr, pedagogista romeno († 1821)
- 25 giugno - Jan Paweł Jerzmanowski, generale polacco († 1862)
- 30 giugno - Adam Müller, scrittore, economista e filosofo tedesco († 1829)

### Luglio
- 6 luglio - Stepan Filippovič Galaktionov, incisore, litografo e pittore russo († 1854)
- 9 luglio - Isabelle de Gélieu, scrittrice e traduttrice svizzera († 1834)
- 11 luglio - William à Court, I barone Heytesbury, diplomatico e politico britannico († 1860)
- 22 luglio - Giuseppe Marzari Pencati, geologo e botanico italiano († 1836)
- 23 luglio - Luigi Rostagno di Villaretto, nobile italiano († 1847)
- 30 luglio - Joseph Bara, militare francese († 1793)

### Agosto
- 1º agosto - Lorenz Oken, naturalista, biologo e filosofo tedesco († 1851)
- 2 agosto - David Campbell, politico statunitense († 1859)
- 2 agosto - Francis Scott Key, giurista, scrittore e poeta statunitense († 1843)
- 7 agosto - Louis de Freycinet, navigatore e esploratore francese († 1842)
- 7 agosto - Carl Ritter, geografo tedesco († 1859)
- 8 agosto - Henry Howard, XIII conte di Suffolk, nobile britannico († 1779)
- 8 agosto - Benjamin Silliman, chimico statunitense († 1864)
- 12 agosto - Giorgio di Meclemburgo-Strelitz, sovrano tedesco († 1860)
- 15 agosto - Giulio Perticari, poeta e scrittore italiano († 1822)
- 20 agosto - Jöns Jacob Berzelius, chimico svedese († 1848)
- 24 agosto - Dietrich Georg von Kieser, medico tedesco († 1862)
- 25 agosto - Zanobi Maria da Firenze, missionario e vescovo cattolico italiano († 1824)
- 28 agosto - Antonietta di Sassonia-Coburgo-Saalfeld, nobildonna († 1824)
- 29 agosto - Juan Bautista Bustos, militare e politico argentino († 1830)
- 31 agosto - Antonio Vittorio d'Asburgo-Lorena, nobile († 1835)

### Settembre
- 2 settembre - Vittorio Amedeo d'Assia-Rotenburg, nobile († 1834)
- 8 settembre - Mustafa IV, sultano ottomano († 1808)
- 10 settembre - Alexandre Piccinni, compositore francese († 1850)
- 10 settembre - Marija Vasil'evna Vasil'čikova, nobildonna russa († 1844)
- 11 settembre - Filippo Paulucci, generale italiano († 1849)
- 12 settembre - Karl Cäsar von Leonhard, mineralogista e geologo tedesco († 1862)
- 14 settembre - Ludwig Julius Caspar Mende, ginecologo tedesco († 1832)
- 18 settembre - Joseph Story, giurista e avvocato statunitense († 1845)
- 18 settembre - Ludolph Christian Treviranus, botanico e biologo tedesco († 1864)
- 19 settembre - Augusto di Prussia, generale prussiano († 1843)
- 20 settembre - Pietro Vimercati, mandolinista e compositore italiano († 1850)
- 21 settembre - Castruccio Castracane degli Antelminelli, cardinale e vescovo cattolico italiano († 1852)
- 26 settembre - Abraham Constantin Mouradgea d'Ohsson, diplomatico, storico e orientalista armeno († 1851)
- 28 settembre - Giovan Pietro Vieusseux, scrittore e editore italiano († 1863)
- 29 settembre - Fredrik Meltzer, imprenditore e politico norvegese († 1855)

### Ottobre
- 2 ottobre - Giuseppe de Fornari, funzionario e politico italiano († 1858)
- 4 ottobre - Augustin de Saint-Hilaire, botanico e esploratore francese († 1853)
- 4 ottobre - Isaac Jacob Schmidt, orientalista olandese († 1847)
- 6 ottobre - Mountstuart Elphinstone, politico e storico britannico († 1859)
- 6 ottobre - Francesco IV d'Austria-Este, duca († 1846)
- 7 ottobre - Luigi Carlo di Borbone-Orléans, nobile († 1808)
- 8 ottobre - Johann Baptist Ziz, botanico tedesco († 1829)
- 11 ottobre - Giovanni Soglia Ceroni, cardinale italiano († 1856)
- 12 ottobre - Carlo Afan de Rivera, militare e ingegnere italiano († 1852)
- 15 ottobre - Johan Olof Wallin, arcivescovo luterano e poeta svedese († 1839)
- 16 ottobre - Jean-Baptiste Joseph Debay, scultore belga († 1863)
- 22 ottobre - Michelangelo Lanci, orientalista italiano († 1867)
- 25 ottobre - Johann Christian Friedrich Steudel, teologo tedesco († 1857)
- 25 ottobre - Pedro Velarde y Santillán, militare spagnolo († 1808)
- 28 ottobre - Francisco Cea Bermúdez, politico e diplomatico spagnolo († 1850)

### Novembre
- 3 novembre - Hugh Gough, generale inglese († 1869)
- 3 novembre - Ernst von Pfuel, generale e politico prussiano († 1866)
- 5 novembre - Washington Allston, pittore e scrittore statunitense († 1843)
- 6 novembre - Giuseppe Negri, politico italiano († 1862)
- 10 novembre - Anne-Marie Javouhey, religiosa francese († 1851)
- 11 novembre - Stanislaus Anton Puchner, politico austro-ungarico († 1852)
- 14 novembre - Adam Gottlob Oehlenschläger, poeta e drammaturgo danese († 1850)
- 16 novembre - Luigi Villoresi, agronomo, botanico e architetto del paesaggio italiano († 1823)
- 19 novembre - Luisa Carlotta di Meclemburgo-Schwerin, duchessa († 1801)
- 22 novembre - Toussaint von Charpentier, geologo e entomologo tedesco († 1847)
- 24 novembre - Francesco Paolo Volpe, storico e presbitero italiano († 1858)
- 27 novembre - Aimé de Clermont-Tonnerre, generale, politico e nobile francese († 1865)
- 30 novembre - Giuseppe Grassi, giornalista, lessicografo e letterato italiano († 1831)

### Dicembre
- 1º dicembre - Luigi Coardi Bagnasco di Carpeneto, politico italiano († 1849)
- 3 dicembre - Matilde Malenchini, pittrice italiana († 1858)
- 7 dicembre - Gabriele Pepe, militare, patriota e letterato italiano († 1849)
- 9 dicembre - Tabitha Babbitt, inventrice statunitense († 1853)
- 11 dicembre - Vittore Benzon, poeta e attore teatrale italiano († 1822)
- 12 dicembre - Maddalena Sofia Barat, religiosa francese († 1865)
- 12 dicembre - Wilhelm Christian Benecke von Gröditzberg, banchiere e collezionista d'arte tedesco († 1860)
- 19 dicembre - Giovanni Battista Parretti, arcivescovo cattolico italiano († 1851)
- 20 dicembre - Tommaso Bernetti, cardinale italiano († 1852)
- 20 dicembre - William Wilkins, politico statunitense († 1865)
- 22 dicembre - Thomas Gaisford, filologo classico e grecista britannico († 1855)
- 23 dicembre - Alexandre Louis Simon Lejeune, botanico belga († 1858)
- 25 dicembre - Arcangelo Michele Migliarini, pittore, antiquario e museologo italiano († 1865)
- 29 dicembre - Raffaele Carrascosa, generale e politico italiano († 1866)

### Senza giorno specificato
- Antimo V, arcivescovo ortodosso ottomano († 1842)
- Massimo III Mazloum, vescovo cattolico e patriarca cattolico siriano († 1855)
- Pellegrino Baccarini, scrittore e storico italiano († 1854)
- Giacomo Costantino Beltrami, esploratore e patriota italiano († 1855)
- Johannes Bückler, criminale tedesco († 1803)
- John Campbell, I barone Campbell, politico britannico († 1861)
- Elizabeth Crichton, pittrice irlandese († 1856)
- Filippo Delpino, patriota italiano († 1860)
- Vasilij Ivanovič Demut-Malinovskij, scultore russo († 1846)
- Ghaem Magham Farahani, politico e storico iraniano († 1835)
- Ludwig Geyer, attore teatrale, poeta e pittore tedesco († 1821)
- Erik Gustaf Göthe, scultore svedese († 1838)
- Giuseppe Nadi, architetto italiano († 1814)
- John Horsley Palmer, economista britannico († 1858)
- Francesco Paolo Palomba, patriota e rivoluzionario italiano († 1799)
- Raffaele Pienovi, imprenditore italiano († 1870)
- Giambattista Rodio, militare italiano († 1806)
- Nikolaos Skoufas, rivoluzionario greco († 1818)
- Thomas Ussher, militare irlandese († 1848)
- Giuseppe Vivoli, storico e notaio italiano († 1853)
- Aleksandr Dmitrievič Zasjadko, militare e inventore russo († 1837)
- Albine de Montholon, nobildonna francese († 1848)
- Pietro de Zanna, inventore italiano

## Morti

### Gennaio
- 3 gennaio - Claude Bourgelat, chirurgo e veterinario francese (n. 1712)
- 12 gennaio - Andrea Gallandi, storico italiano (n. 1709)
- 20 gennaio - David Garrick, attore teatrale e drammaturgo inglese (n. 1717)
- 22 gennaio - Jeremiah Dixon, astronomo e inventore inglese (n. 1733)
- 26 gennaio - Thomas Hudson, pittore inglese (n. 1701)

### Febbraio
- 3 febbraio - Louis de Jaucourt, medico e enciclopedista francese (n. 1704)
- 4 febbraio - John Hamilton Mortimer, pittore inglese (n. 1740)
- 7 febbraio - William Boyce, compositore e organista inglese (n. 1711)
- 14 febbraio - James Cook, esploratore, navigatore e cartografo britannico (n. 1728)
- 18 febbraio - Adam Friedrich von Seinsheim, vescovo cattolico tedesco (n. 1708)
- 27 febbraio - Johann Georg Sulzer, filosofo svizzero (n. 1720)

### Marzo
- 1º marzo - Karim Khan, persiano (n. 1705)
- 7 marzo - Henry Howard, XII conte di Suffolk, nobile e politico inglese (n. 1739)
- 11 marzo - Louis-Constantin de Rohan, cardinale e vescovo cattolico francese (n. 1697)
- 17 marzo - Filippo Piccaluga, organaro italiano (n. 1719)
- 24 marzo - Girolamo Enrico Beltramini-Miazzi, vescovo cattolico italiano (n. 1738)
- 27 marzo - Mathieu-François Pidansat de Mairobert, scrittore e giornalista francese (n. 1707)

### Aprile
- 1º aprile - William Stanhope, II conte di Harrington, nobile, politico e generale inglese (n. 1719)
- 6 aprile - Ernst Christoph Dressler, compositore e tenore tedesco (n. 1734)
- 6 aprile - Tommaso Traetta, compositore italiano (n. 1727)
- 7 aprile - Carlo Luigi Caissotti, politico italiano (n. 1694)
- 9 aprile - Antonio María de Bucareli y Ursúa, ufficiale spagnolo (n. 1717)
- 11 aprile - Joseph de Jussieu, botanico francese (n. 1704)
- 24 aprile - Eleazar Wheelock, pastore protestante, educatore e filantropo statunitense (n. 1711)

### Maggio
- 13 maggio - Enrico XXIV di Reuss-Ebersdorf, conte (n. 1724)
- 22 maggio - Jean-Baptiste Dehesse, danzatore e coreografo francese (n. 1705)
- 27 maggio - Sigismondo IV Gonzaga, marchese (n. 1702)
- 29 maggio - John Manners, III duca di Rutland, politico inglese (n. 1696)
- 30 maggio - Johann Friedrich Hahn, poeta tedesco (n. 1753)

### Giugno
- 3 giugno - Donato II Silva, nobile, letterato e mecenate italiano (n. 1690)
- 7 giugno - William Warburton, scrittore, critico letterario e vescovo anglicano inglese (n. 1698)
- 7 giugno - Filippo Giuseppe di Salm-Kyrburg, principe (n. 1709)
- 16 giugno - Francis Bernard, dirigente pubblico britannico (n. 1712)
- 20 giugno - Alessandro Ruspoli, II principe di Cerveteri, principe, politico e diplomatico italiano (n. 1708)
- 29 giugno - Anton Raphael Mengs, pittore, storico dell'arte e critico d'arte tedesco (n. 1728)

### Luglio
- 2 luglio - Luigi Crespi, pittore e storico dell'arte italiano (n. 1708)
- 8 luglio - Robert Bertie, IV duca di Ancaster e Kesteven, nobile e militare britannico (n. 1756)
- 12 luglio - Jacob Jonas Björnståhl, orientalista svedese (n. 1731)
- 18 luglio - Luisa Bergalli, scrittrice, librettista e poetessa italiana (n. 1703)

### Agosto
- 10 agosto - Henry Howard, XIII conte di Suffolk, nobile britannico (n. 1779)
- 17 agosto - Samuel e Nathaniel Buck, incisore britannico (n. 1696)
- 24 agosto - Cosma d'Etolia, religioso, teologo e santo greco

### Settembre
- 2 settembre - Giovanni Fortunato Bianchini, medico italiano (n. 1719)
- 5 settembre - Giuseppe Cerini, letterato e giurista italiano (n. 1738)
- 11 settembre - Johann Gottfried Knöffler, scultore tedesco (n. 1715)
- 12 settembre - Richard Grenville-Temple, II conte Temple, politico britannico (n. 1711)
- 14 settembre - Antonio Pichler, incisore italiano (n. 1697)
- 25 settembre - Ekaterina Andreevna Ušakova, nobildonna russa (n. 1715)
- 26 settembre - Étienne Lauréault de Foncemagne, scrittore e religioso francese (n. 1694)
- 30 settembre - Diego José Abad, poeta, scrittore e teologo messicano (n. 1727)

### Ottobre
- 2 ottobre - Lorenzo Onofrio Colonna, XI principe di Paliano, principe italiano (n. 1723)
- 5 ottobre - André Le Breton, tipografo e editore francese (n. 1708)
- 5 ottobre - Giuseppe Vincentini, arcivescovo cattolico, funzionario e diplomatico italiano (n. 1717)
- 11 ottobre - Francesco D'Adda, nobile e politico italiano (n. 1726)
- 11 ottobre - Kazimierz Pułaski, generale polacco (n. 1745)
- 26 ottobre - Antonio Barbiano di Belgiojoso, nobile e militare italiano (n. 1693)

### Novembre
- 10 novembre - Joseph Hewes, politico statunitense (n. 1730)
- 16 novembre - Thomas Chippendale, ebanista e designer inglese (n. 1718)
- 16 novembre - Pehr Kalm, naturalista, botanico e esploratore svedese (n. 1716)
- 25 novembre - Dom Bedos de Celles, monaco cristiano, organaro e organista francese (n. 1709)
- 27 novembre - Josse Boutmy, compositore, organista e clavicembalista belga (n. 1697)
- 27 novembre - Gioacchino Martorana, pittore italiano (n. 1735)
- 28 novembre - Wilhelm Sebastian von Belling, generale prussiano (n. 1719)

### Dicembre
- 6 dicembre - Jean-Baptiste-Siméon Chardin, pittore francese (n. 1699)
- 7 dicembre - Serafino II di Costantinopoli, arcivescovo ortodosso ottomano
- 11 dicembre - Alessandro Albani, militare, cardinale e mecenate italiano (n. 1692)
- 14 dicembre - Andrea Barbiani, pittore italiano (n. 1708)
- 16 dicembre - Go-Momozono, imperatore giapponese (n. 1758)
- 20 dicembre - Cesare Orlandi, scrittore e storico italiano (n. 1734)
- 26 dicembre - Thomas Hope, banchiere olandese (n. 1704)
- 28 dicembre - Gennaro Manna, compositore italiano (n. 1715)
- 31 dicembre - Pietro Valguarnera, nobile, militare e politico italiano (n. 1694)

### Senza giorno specificato
- Abol Fath Khan, sovrano persiano (n. 1755)
- Domenico Annibali, contraltista italiano (n. 1705)
- Giuseppe Carcani, compositore e organista italiano (n. 1703)
- Charles Clerke, esploratore britannico (n. 1741)
- Antonio Ferradini, compositore italiano
- Evangelista Ferrari, pittore e architetto italiano (n. 1740)
- Maria Cecilia Guardi, modella italiana (n. 1702)
- Miyagawa Isshō, pittore giapponese (n. 1689)
- Antonio Matani, scienziato e filosofo italiano (n. 1730)
- Mohammad Ali Khan, sovrano persiano
- Corbyn Morris, matematico britannico (n. 1710)
- Jón Ólafsson da Grunnavík, letterato islandese (n. 1705)
- Nicolò Palma, architetto italiano (n. 1694)
- Richard Pickersgill, ufficiale britannico (n. 1749)
- Ignazio Secondo Radicati di Cocconato e Celle, nobile e matematico italiano (n. 1717)
- Joseph Charles Roëttiers, medaglista francese (n. 1691)
- Gaetano Susali, scultore italiano (n. 1697)
- Donato Teodoro, pittore italiano
- Heinrich Leopold Wagner, drammaturgo tedesco (n. 1747)

## Calendario
| Calendario 1779 | Calendario 1779 | Calendario 1779 | Calendario 1779 | Calendario 1779 | Calendario 1779 | Calendario 1779 | Calendario 1779 | Calendario 1779 | Calendario 1779 | Calendario 1779 | Calendario 1779 | Calendario 1779 | Calendario 1779 | Calendario 1779 | Calendario 1779 | Calendario 1779 | Calendario 1779 | Calendario 1779 | Calendario 1779 | Calendario 1779 | Calendario 1779 | Calendario 1779 | Calendario 1779 | Calendario 1779 | Calendario 1779 | Calendario 1779 | Calendario 1779 | Calendario 1779 | Calendario 1779 | Calendario 1779 | Calendario 1779 | Calendario 1779 |
| --------------- | --------------- | --------------- | --------------- | --------------- | --------------- | --------------- | --------------- | --------------- | --------------- | --------------- | --------------- | --------------- | --------------- | --------------- | --------------- | --------------- | --------------- | --------------- | --------------- | --------------- | --------------- | --------------- | --------------- | --------------- | --------------- | --------------- | --------------- | --------------- | --------------- | --------------- | --------------- | --------------- |
|                 | 1               | 2               | 3               | 4               | 5               | 6               | 7               | 8               | 9               | 10              | 11              | 12              | 13              | 14              | 15              | 16              | 17              | 18              | 19              | 20              | 21              | 22              | 23              | 24              | 25              | 26              | 27              | 28              | 29              | 30              | 31              |                 |
| Gennaio         | Ve              | Sa              | Do              | Lu              | Ma              | Me              | Gi              | Ve              | Sa              | Do              | Lu              | Ma              | Me              | Gi              | Ve              | Sa              | Do              | Lu              | Ma              | Me              | Gi              | Ve              | Sa              | Do              | Lu              | Ma              | Me              | Gi              | Ve              | Sa              | Do              |                 |
| Febbraio        | Lu              | Ma              | Me              | Gi              | Ve              | Sa              | Do              | Lu              | Ma              | Me              | Gi              | Ve              | Sa              | Do              | Lu              | Ma              | Me              | Gi              | Ve              | Sa              | Do              | Lu              | Ma              | Me              | Gi              | Ve              | Sa              | Do              |                 |                 |                 |                 |
| Marzo           | Lu              | Ma              | Me              | Gi              | Ve              | Sa              | Do              | Lu              | Ma              | Me              | Gi              | Ve              | Sa              | Do              | Lu              | Ma              | Me              | Gi              | Ve              | Sa              | Do              | Lu              | Ma              | Me              | Gi              | Ve              | Sa              | Do              | Lu              | Ma              | Me              |                 |
| Aprile          | Gi              | Ve              | Sa              | Do              | Lu              | Ma              | Me              | Gi              | Ve              | Sa              | Do              | Lu              | Ma              | Me              | Gi              | Ve              | Sa              | Do              | Lu              | Ma              | Me              | Gi              | Ve              | Sa              | Do              | Lu              | Ma              | Me              | Gi              | Ve              |                 |                 |
| Maggio          | Sa              | Do              | Lu              | Ma              | Me              | Gi              | Ve              | Sa              | Do              | Lu              | Ma              | Me              | Gi              | Ve              | Sa              | Do              | Lu              | Ma              | Me              | Gi              | Ve              | Sa              | Do              | Lu              | Ma              | Me              | Gi              | Ve              | Sa              | Do              | Lu              |                 |
| Giugno          | Ma              | Me              | Gi              | Ve              | Sa              | Do              | Lu              | Ma              | Me              | Gi              | Ve              | Sa              | Do              | Lu              | Ma              | Me              | Gi              | Ve              | Sa              | Do              | Lu              | Ma              | Me              | Gi              | Ve              | Sa              | Do              | Lu              | Ma              | Me              |                 |                 |
| Luglio          | Gi              | Ve              | Sa              | Do              | Lu              | Ma              | Me              | Gi              | Ve              | Sa              | Do              | Lu              | Ma              | Me              | Gi              | Ve              | Sa              | Do              | Lu              | Ma              | Me              | Gi              | Ve              | Sa              | Do              | Lu              | Ma              | Me              | Gi              | Ve              | Sa              |                 |
| Agosto          | Do              | Lu              | Ma              | Me              | Gi              | Ve              | Sa              | Do              | Lu              | Ma              | Me              | Gi              | Ve              | Sa              | Do              | Lu              | Ma              | Me              | Gi              | Ve              | Sa              | Do              | Lu              | Ma              | Me              | Gi              | Ve              | Sa              | Do              | Lu              | Ma              |                 |
| Settembre       | Me              | Gi              | Ve              | Sa              | Do              | Lu              | Ma              | Me              | Gi              | Ve              | Sa              | Do              | Lu              | Ma              | Me              | Gi              | Ve              | Sa              | Do              | Lu              | Ma              | Me              | Gi              | Ve              | Sa              | Do              | Lu              | Ma              | Me              | Gi              |                 |                 |
| Ottobre         | Ve              | Sa              | Do              | Lu              | Ma              | Me              | Gi              | Ve              | Sa              | Do              | Lu              | Ma              | Me              | Gi              | Ve              | Sa              | Do              | Lu              | Ma              | Me              | Gi              | Ve              | Sa              | Do              | Lu              | Ma              | Me              | Gi              | Ve              | Sa              | Do              |                 |
| Novembre        | Lu              | Ma              | Me              | Gi              | Ve              | Sa              | Do              | Lu              | Ma              | Me              | Gi              | Ve              | Sa              | Do              | Lu              | Ma              | Me              | Gi              | Ve              | Sa              | Do              | Lu              | Ma              | Me              | Gi              | Ve              | Sa              | Do              | Lu              | Ma              |                 |                 |
| Dicembre        | Me              | Gi              | Ve              | Sa              | Do              | Lu              | Ma              | Me              | Gi              | Ve              | Sa              | Do              | Lu              | Ma              | Me              | Gi              | Ve              | Sa              | Do              | Lu              | Ma              | Me              | Gi              | Ve              | Sa              | Do              | Lu              | Ma              | Me              | Gi              | Ve              |                 |